# Vallée du Fraser
La vallée du Fraser est la section du bassin du fleuve Fraser dans le sud-ouest de la Colombie-Britannique, en aval du canyon du Fraser. Le terme est parfois utilisé pour désigner le canyon du Fraser et s'étend en amont à partir de là, mais en général, en Colombie-Britannique, le terme se réfère à la portion de la rivière en aval de la ville de Hope.

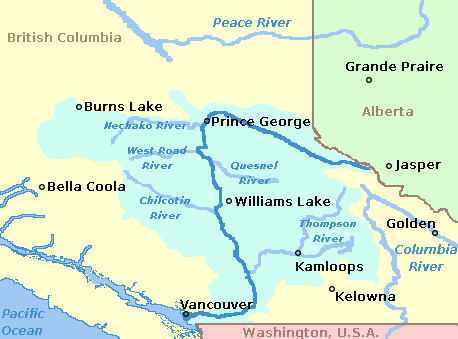
Carte montrant le fleuve Fraser et ses principaux affluents.